# 托波因特
托波因特（Torpoint）是英格蘭的一個城鎮和民政教區，位於英格蘭西南部康沃爾郡。2001年人口普查時，托波因特有人口8,457人，2011年減少至8,364人。